# Carole Costa
Carole da Silva Costa (* 3. Mai 1990 in Braga) ist eine portugiesische Fußballnationalspielerin, die seit 2020 für Benfica Lissabon spielt.

## Karriere

### Vereine
Zur Fußball-Bundesliga-Saison 2010/11 kam sie auf Empfehlung von Ana Cristina Oliveira Leite zur SG Essen-Schönebeck. Vorher spielte sie bei den nordportugiesischen Erstligisten CP Martim und Leixões SC. Für Essen absolvierte sie 42 Bundesligaspiele und erzielte ein Tor. Im Sommer 2013 wechselte sie zum FCR 2001 Duisburg und schloss sich im Januar 2014 dem Nachfolgeverein MSV Duisburg an. Am 5. Juni 2015 verkündete sie ihren Wechsel zum BV Cloppenburg in die 2. Fußball-Bundesliga. Costa spielte in zwei Spielzeiten in 42 Spielen und erzielte 10 Tore, bevor die Abwehrspielerin am 26. Juni 2017 bei Sporting Lissabon unterschrieb.

### Nationalmannschaft
Carole Costa hatte 19 Einsätze für die portugiesische U19-Nationalmannschaft der Frauen. Ihren ersten Einsatz in der portugiesischen Nationalmannschaft hatte sie am 24. Februar 2010 beim 5:0-Sieg gegen die Färöische Fußballnationalmannschaft der Frauen in der ersten Runde des Algarve-Cups 2010.
Am 30. Mai 2023 wurde sie für die WM-Endrunde nominiert. Sie wurde in den drei Gruppenspielen ihrer Mannschaft eingesetzt und schied als Gruppendritte aus. Immerhin konnten sie gegen Titelverteidiger USA ein torloses Remis erreichen, womit sie nach zehn Niederlagen erstmals nicht gegen die USA verloren.
Am 24. Juni 2025 wurde sie für die EM-Endrunde 2025 nominiert. Sie wurde auch hier in den drei Gruppenspielen ihrer Mannschaft eingesetzt und führte sie in zwei Spielen als Kapitänin aufs Feld. Nach zwei Niederlagen und einem Remis schieden die Portugiesinnen aus.
Mit aktuell 183 Länderspielen (Stand 11. Juli 2025) – davon drei WM- und neun EM-Spiele – hat sie nach Ana Borges die zweitmeisten Länderspiele der Portugiesinnen bestritten. Nur Cristiano Ronaldo hat mehr Fußball-Länderspiele (221) für Portugal bestritten.

## Erfolge
Benfica Lissabon
- Portugiesische Meisterschaft 2021, 2022, 2023, 2024, 2025
- Portugiesischer Ligapokal 2020, 2021, 2023, 2024, 2025
- Portugiesischer Supercup 2022
- Portugiesischer Pokal 2024

Sporting Lissabon
- Portugiesische Meisterschaft 2018
- Portugiesischer Pokal 2018
- Portugiesischer Supercup 2017

## Sonstiges
Carole Costa studierte in Portugal Sportwissenschaft. Das Studium brach sie nach dem Angebot, in Deutschland als Fußballprofi zu spielen, ab. Mit Stand Februar 2012 plante sie eine Wiederaufnahme des Studiums an der Ruhr-Universität Bochum.